# Gniazda
Gniazda (słow. Hniezdne, węg. Gnézda) – wieś (obec) na Słowacji w kraju preszowskim, powiecie Lubowla. Położona jest nad Popradem. Przez Gniazda przebiega droga krajowa nr 77.
Gniazda po raz pierwszy pojawiają się w dokumentach w 1286 roku. Był to dokument sprzedaży sołtystwa tej włości. Kościół istniał już w 1212 roku.
Krótko w połowie XII wieku Gniazda przynależały do Polski. W 1412 roku w ramach zastawu spiskiego powróciły w granice Królestwa Polskiego wchodząc w skład dominium lubowlańskiego (które potraktowano jako ziemie odzyskane). W 1769 roku wraz z całym Spiszem zajęte przez wojska austriackie, oficjalnie stały się częścią Monarchii Habsburgów w wyniku I rozbioru Rzeczypospolitej w 1772 roku.
W XVIII wieku w Gniazdach działał szpital, a później także uzdrowisko. Do dziś pozostały tylko źródła wody mineralnej.

## Demografia
Według danych z 2001 roku Gniazda zamieszkiwało:
- 95,55% Słowaków
- 2,44% Cyganów
- 1,29% Niemców
- 0,29% Ukraińców
- 0,29% Czechów
- 0,07% Polaków
- 0,07% Rusinów

Skład wyznaniowy wyglądał następująco:
- 91,68% katolicy rzymscy
- 5,38% grekokatolicy
- 0,36% ewangelicy
- 0,14% prawosławni
- 0,07% husyci czechosłowaccy
- 1,87% bezwyznaniowcy
- 0,29% nie określono

## Zabytki
- kamienice mieszczańskie budowane od XVII wieku w stylu późnorenesansowym, a następnie późnobarokowym;
- barokowy kościół parafialny pw. św. Bartłomieja z 1820 roku z odrestaurowanymi barokowymi ołtarzami;
- szkoła z 1840;
- ratusz z 1880.

## Gospodarka
W miejscowości swoje zakłady ma firma BGV, s.r.o. zajmująca się produkcją alkoholu do celów spożywczych i przemysłowych. W Gniazdach działa najnowocześniejsza rafineria alkoholu na Słowacji.